# 스위트 홈 (영화)
《스위트 홈》(일본어: スウィートホーム, Sweet Home)은 일본의 1989년 공포 영화이며 구로사와 기요시가 감독을 맡았고 이타미 주조가 제작하였다. 캡콤이 출시한 레지던트 이블 게임에 영향을 준 동명의 비디오 게임 스위트 홈 출시와 동시에 개봉되었다.
1989년 1월 21일 도호를 통해 일본에서 배급되었다.

## 스토리
다섯 명으로 구성된 TV 취재팀 프로듀서 카즈오, 디렉터 아키코, 카메라맨 타구치, 리포터 아스카, 그리고 여름방학 과제를 겸해 따라온 카즈오의 딸 에미은 프레스코화가 마미야 이치로의 작품이 남겨진 무인 저택을 취재 목적으로 방문하게 된다. 그들은 벽면에서 발견된 벽화를 조사하며 작품의 전모를 밝혀내고자 한다.
취재는 순조롭게 진행되지만, 이내 기이한 현상들이 하나둘 발생하기 시작한다. 결국 카즈오와 아키코는 취재를 중단하고 철수를 준비하지만, 그 과정에서 타구치와 아스카가 괴현상에 휘말려 목숨을 잃는다. 그때, 일행이 저택에 들어온 사실을 알게 된 한 노인이 나타나 자신을 야마무라라고 밝히며, 위령탑을 부순 것이 너희냐며 카즈오 일행을 추궁한다.
그 노인의 말에 따르면, 이 저택에서는 과거 화가 마미야 이치로의 아내가 실수로 자신의 아이를 죽게 만든 충격으로 정신 이상을 일으켜, 여러 아이들을 납치해 살해한 끝에 스스로 목숨을 끊는 비극적인 사건이 발생했다고 한다. 저택에 세워진 위령탑은 이 사건의 희생자들과 마미야 부인의 영혼을 달래기 위한 것이었는데, 타구치가 이를 알지 못한 채 무심코 파괴해 버려, 마미야 부인의 혼이 악령이 되어 되살아나게 된 것이었다.
이윽고 마미야 부인의 손길은 살아남은 일행에게도 뻗쳐오고, 카즈오의 딸 에미가 부인의 영에 납치당한다. 카즈오와 아키코는 야마무라 노인의 도움을 받아 에미의 구출에 나선다. 마미야 부인이 숨어 있는 방 깊숙한 곳으로 혼자 들어간 야마무라는 에미를 구출하는 데 성공하지만, 부인이 조종하는 고열의 그림자에 의해 흔적도 없이 녹아 사망한다.
악령의 손아귀는 멈추지 않고 덮쳐오고, 저택에서 탈출하려던 순간 다시금 에미가 붙잡히자, 카즈오는 아키코에게 자신이 돌아오지 않으면 먼저 탈출하라 말한 뒤 홀로 저택으로 돌아간다. 홀로 남겨진 아키코는 절망에 빠지지만, 에미를 구하기 위해 용기를 되찾는다. 아이를 잃은 슬픔에 사로잡힌 마미야 부인의 강력한 힘에 맞서기 위해, 독신이었던 아키코는 아이를 가진 어머니의 마음을 이해하고자 에미가 지니고 다니던 어머니의 유품을 입고, 마미야 부인의 아이가 담긴 관을 들고 홀로 저택 지하로 향한다.
수많은 환영과 마법을 견뎌낸 끝에, 아키코는 비극의 발단이 된 소각로 안에서 에미를 발견하고, 야마무라가 남긴 가르침대로 마음의 힘을 발휘해 부인이 보여주는 불꽃의 환영을 넘어서며 에미를 구출한다.
그러나 안도할 틈도 없이, 악령으로 변한 마미야 부인이 두 사람 앞에 모습을 드러낸다. 부인은 흉측하게 변모한 모습으로 맹렬하게 공격해 오고, 아키코는 쓰러져 절체절명의 위기에 처한다. 그때, 아키코가 들고 있던 관을 본 에미는 자신이 해야 할 일을 깨닫고, 관 속에 있던 마미야 부인의 아이의 유해를 꺼내 부인에게 내민다. 그 순간, 부인은 조용해지고, 잃었던 아이를 다시 품에 안은 기쁨과 함께 모든 고통에서 벗어나 극락으로 떠난다.
모든 사건이 끝난 뒤, 간신히 탈출했지만 동료를 잃은 슬픔에 잠긴 두 사람 앞에, 실종된 줄 알았던 카즈오가 모습을 드러낸다. 그는 야마무라 노인이 남긴 부적의 힘으로 악령으로부터 보호받으며 간신히 탈출한 것이었다.
재회의 기쁨 속에서 일행이 저택을 떠난 뒤, 오랜 원한과 저주에서 해방된 듯, 마미야 저택은 천천히 무너져 내린다.

## 참고 자료
- Galbraith IV, Stuart (2008). 《The Toho Studios Story: A History and Complete Filmography》. Scarecrow Press. ISBN 1461673747.